# Lophochaete
Lophochaete là một chi rêu trong họ Pseudolepicoleaceae.